# Кот в сапогах: Три дьяволёнка
«Кот в сапогах: Три дьяволёнка» (англ. Puss in Boots: The Three Diablos) — короткометражный сиквел мультфильма «Кот в сапогах» студии «DreamWorks Animation».

## Сюжет
Спустя несколько дней после приключений с золотой гусыней Кот едет на лошади по пустыне, когда его берут в плен рыцари. Они приводят его во дворец к принцессе Александре Белагамбе, чей рубин «Сердце огня» из её короны был украден. Принцесса нанимает Кота, основываясь на его репутации. Она рассказывает, что вор по имени Ле Шушотр, он же Шептун, украл «Сердце огня», и что они захватили трёх его приспешников. Приспешниками оказались три маленьких и с виду безобидных котёнка (два мальчика и девочка), про которых говорят, что они — настоящие черти. Хотя Кот не может поверить, что такие невинные существа могут быть ворами, принцесса и её охрана в ужасе от них. Котята охотно согласились помочь Коту вернуть рубин за свою свободу.
Когда Кот приходит с котятами в пустыню, котята быстро связывают его цепью, к которой были прикованы, освобождаются и хоронят его заживо. Кот выбирается из земли, нагоняет котят и побеждает их «в гляделки». Позже он говорит, что отправит их обратно в тюрьму, но потом узнаёт, что они такие же сироты, как и он сам. Кот говорит им, что он знает, как это трудно, не зная, кому можно верить. Например, как в своё время Шалтай толкнул Кота на скверный поступок, так и Шептун — котят. Кот решает указать им правильный путь и тренирует их, как бороться, играет с ними, и они становятся друзьями. Кот даёт им имена: девочке — Жемчужинка (за то, что единственная в своём роде), рыжему — Гонсало (за резкий характер), а неуклюжему серому — сэр Тимотео Монтенегро-третий («потому что иногда титул — это всё, что нужно для жизни»).
На следующий день котята показывают Коту тайное убежище Шептуна и сразу же сталкиваются с ним. Согласно своему имени, Шептун имеет тихий голос, и поэтому общается с окружающими через отверстие в своей шляпе, которую использует как рупор. Узнав, что котята предали его, он поднимается к ним на лифте и угрожает наказать их, но Кот вступает с ним в бой, позволяя котятам сбежать. Шептун, сражаясь моргенштерном, обезоруживает Кота и собирается его убить, но котята возвращаются, чтобы помочь Коту в сапогах, используя умения, которым он учил их. Шептун меняет цель и хочет дать котятам сдачи, но Кот успевает схватить его за повисший на ногах пояс, и Шептун падает в бездонную яму, а рубин попадает в руки Коту.
Кот возвращает «Сердце» принцессе, и его награждают золотыми монетами. Однако кот говорит, что не нуждается в деньгах, но всё же, крикнув рыцарю, уронившему одну монету, бормочет себе под нос: «Идиот». Он также представляет принцессе котят как её новых персональных телохранителей. Затем они прощаются, и Кот говорит, что он никогда не забудет их, как и они не забудут его имя — «Кот в сапогах», но охранники захлопывают дверь прежде, чем он успевает закончить фразу.

## Роли озвучивали
- | Актёр                 | Роль                                    |
| --------------------- | --------------------------------------- |
| Антонио Бандерас      |                                         |
| Жиль Марини           | капитан гвардии                         |
| Шарлотта Ньюхаус      | принцесса Александра Белагамба          |
| Крис Миллер           | заключённый, просящий еду               |
| Уолт Дорн             | заключённый, просящий воду              |
| Брет Марнелл          | заключённый, просящий туалетную бумагу  |
| Майлз Кристофер Бакши | Гонсало / Сэр Тимотео Монтенегро-третий |
| Нина Зои Бакши        | Жемчужинка                              |
| Гийом Аретос          | Ле Шушотр (Шептун)                      |